# Бичинашвили, Давид Нодарович
Давид Нодарович Бичинашвили (груз. დავით ბიჩინაშვილი, укр. Давид Бічинашвілі, нем. David Bichinashvili; род. 3 февраля 1975, Тбилиси) — грузинский, украинский и немецкий борец вольного стиля, призёр чемпионатов Европы.

## Биография
Родился в 1975 году в Тбилиси. Выступая за независимую Грузию, в 1992 году занял 2-е место на первенстве Европы среди юниоров.
В 1995 году стал гражданином Украины. В 1997 году завоевал бронзовую медаль чемпионата Европы. В 1998 году стал серебряным призёром чемпионата Европы. В 2000 году принял участие в Олимпийских играх в Сиднее, но занял там лишь 12-е место. В 2001 году вновь стал серебряным призёром чемпионата Европы.
В 2003 году эмигрировал в Германию. В 2004 году принял участие в Олимпийских играх в Афинах, но стал там лишь 11-м. В 2005 году выиграл чемпионат мира среди военнослужащих. В 2008 году стал бронзовым призёром чемпионата Европы, но на Олимпийских играх в Пекине был лишь 5-м.